# Дженис Пейдж
Дженис Пейдж (англ. Janis Paige, урождённая Донна Мэй Тжэйден (англ. Donna Mae Tjaden), 16 сентября 1922[…], Такома, Вашингтон — 2 июня 2024, Лос-Анджелес, США) — американская актриса. Начала выступать уже в пятилетнем возрасте в любительских шоу в родной Такоме, штат Вашингтон. После окончания средней школы переехала в Лос-Анджелес, где была принята певицей в так называемую «Голливудскую столовую», отправной пункт американских солдат на фронты Второй мировой войны, где голливудские звезды организовывали для них развлекательные программы. Там её заметил агент «Warner Bros.», и вскоре она подписала с киностудией контракт.
На протяжении второй половины 1940-х Пейдж была востребована в кино на ролях второго плана, а с началом нового десятилетия покинула Голливуд, посвятив себя Бродвею. В последующие годы она пару раз возвращалась на большой экран в музыкальных комедиях с Дорис Дэй и Бобом Хоупом, а с началом 1960-х главным образом стала сниматься на телевидении. Дальнейшие сорок лет её карьеры ознаменовались появлениями в более чем полусотне телесериалов, в последнем из которых она появилась в 2001 году, после чего завершила свою актёрскую карьеру.
Умерла 2 июня 2024 года в своём доме в Лос-Анджелесе в возрасте 101 года.

## Частичная фильмография
| Год       |   | Русское название            | Оригинальное название    | Роль             |
| --------- | - | --------------------------- | ------------------------ | ---------------- |
| 1946      | ф | Бремя страстей человеческих | Of Human Bondage         | Салли Ательни    |
| 1948      | ф | Роман в открытом море       | Romance on the High Seas | Эльвира Кент     |
| 1957      | ф | Шёлковые чулки              | Silk Stockings           | Пегги Дайтон     |
| 1972      | с | Коломбо                     | Columbo                  | Голди Уилльямсон |
| 1990—1993 | с | Санта-Барбара               | Santa Barbara            | Минкс Локридж    |